# اکریسون فیلیپی
اکریسون فیلیپی یک گونه سوسک از خانوادهٔ سوسک‌های شاخک‌دراز و از زیرخانوادهٔ شاخک‌درازیان است. ژرمن در سال ۱۸۹۷ این گونه را توصیف و بررسی کرده است. این گونه در کشور شیلی یافت شده است.